# 雲協作
云协作是指用戶利用雲端運算技术，将電腦檔案上传到雲端硬碟存储，然后他人可以访问、編輯和評論電腦檔案的一种電腦檔案共享和共同編輯方式。